# Stacy Martin
Stacy Martin (París, 20 de marzo de 1990) es una actriz francesa que se hizo conocida a nivel internacional al interpretar el papel de la joven Joe en la película del director danés Lars von Trier Nymphomaniac.

## Biografía
Su madre es española y su padre inglés (originario de Maine-et-Loire). Martin ha vivido en París y en Japón. Desde que es mayor de edad, vive en Londres.
Martin ha trabajado como modelo desde los 16 años. En 2013 fue elegida después de un casting por el director Lars von Trier para interpretar al personaje de Joe. El personaje en su etapa como adulto es interpretado por Charlotte Gainsbourg.

## Filmografía
| Año  | Título                                            | Papel                        | Notas |
| ---- | ------------------------------------------------- | ---------------------------- | ----- |
| 2013 | Nymphomaniac I                                    | Joe de joven                 | Debut |
| 2013 | Nymphomaniac II                                   | Joe de joven                 |       |
| 2014 | Winter                                            | Sophie                       |       |
| 2014 | The Clown                                         | Misty Dawn                   |       |
| 2015 | Tale of Tales                                     | Dora de joven                |       |
| 2015 | La dame dans l'auto avec des lunettes et un fusil | Anita                        |       |
| 2015 | Taj Majal                                         | Louise                       |       |
| 2015 | The Childhood of a Leader                         | La profesora                 |       |
| 2015 | High-Rise                                         | Fay                          |       |
| 2017 | Le redoutable                                     | Anne Wiazemsky               |       |
| 2017 | Halo of Stars                                     | Chica en la tienda nocturna  |       |
| 2017 | The Last Photograph                               | Bird                         |       |
| 2017 | 3 Way Junction                                    | Lisa                         |       |
| 2017 | Le Redoutable                                     | Anne Wiazemsky               |       |
| 2017 | All the Money in the World                        | Secretaria de Nancy Getty    |       |
| 2018 | Treat Me Like Fire                                | Ella                         |       |
| 2018 | Amanda                                            | Léna                         |       |
| 2018 | Vox Lux                                           | Eleanor                      |       |
| 2018 | Rosy                                              | Rosy                         |       |
| 2020 | The Night House                                   |                              |       |
| 2020 | The Evening Hour                                  | Charlotte Carson             |       |
| 2020 | Archive                                           | Jules Almore / J3 / J2 (voz) |       |
| 2020 | Amants                                            | Lisa Redler                  |       |
| 2021 | La Serpiente                                      | Juliette Voclain             |       |
| 2021 | La vida electrizante de Louis Wain                | Felicie Wain                 |       |

## Premios y nominaciones
| Año  | Título       | Premio                    | Categoría               | Resultado |
| ---- | ------------ | ------------------------- | ----------------------- | --------- |
| 2014 | Nymphomaniac | Premio Bodil              | Mejor actriz principal  | Nominada  |
| 2015 | Nymphomaniac | Danish Film Robert Awards | Mejor actriz secundaria | Nominada  |